# Guy Bourdin
Guy Bourdin (Parijs, 2 december 1928 – aldaar, 29 maart 1991) was een van de meest invloedrijke en bekendste modefotografen van de jaren zeventig en de vroege jaren tachtig. Tijdens zijn carrière als fotograaf genoot hij samen met Helmut Newton welhaast ongekende artistieke vrijheid.
Hij fotografeerde voornamelijk voor "Vogue" en is vooral bekend geworden door zijn campagne voor het schoenenmerk Charles Jourdan.
Zijn foto's kenmerken zich door een duistere, kille kijk op glamour gecombineerd met dromerige, surrealistische fantasieën en metaforen.
Nick Knight en David LaChappelle zijn twee fotografen uit de huidige tijd die grote bewonderaars zijn van zijn werk.
In 2001 kwam in een beperkte oplage een fotoboek uit "Exhibit A", samengesteld door andere zijn zoon Samuel Bourdin en Luc Santé. Een bittere ironie,wellicht, omdat Bourdin altijd geweigerd heeft dat zijn werk in boekvorm of welk ander medium dan ook gepubliceerd zou worden.
- Biblioteca Nacional de España: XX5029807
- Bibliothèque nationale de France: cb14412823z (data)
- Gemeinsame Normdatei: 123199301
- International Standard Name Identifier: 0000 0001 1344 0898
- Library of Congress Control Number: n86866513
- MusicBrainz: eb63fca8-4aa7-4f14-ad20-52d17d69c4c5
- Bibliotheek van het Japanse parlement: 01044795
- Nederlandse Thesaurus van Auteursnamen: 23729012X
- PIC: 277612
- RKD-Nederlands Instituut voor Kunstgeschiedenis: 233761
- LIBRIS: 277773
- Système universitaire de documentation: 069753598
- Union List of Artist Names: 500096087
- Virtual International Authority File: 321149068351165730002
- WorldCat: E39PBJjMydPBrwrqWvxFQdPvpP